# Epoligosita longfellowi
Epoligosita longfellowi är en stekelart som först beskrevs av Girault 1920.  Epoligosita longfellowi ingår i släktet Epoligosita och familjen hårstrimsteklar. Inga underarter finns listade i Catalogue of Life.